# Solignac-sur-Loire
Pour les articles homonymes, voir Solignac (homonymie).
Solignac-sur-Loire est une commune française du Massif central, située dans le département de la Haute-Loire, en région Auvergne-Rhône-Alpes.
Le bourg médiéval du chef-lieu éponyme de cette commune est établi sur un promontoire rocheux dominant la vallée de la Loire, à l'extrémité duquel se dressait autrefois un château fort. De ce dernier ne subsistent plus aujourd'hui que quelques pans de muraille, et le cimetière du village a été aménagé sur son emplacement.
Solignac-sur-Loire est l'une des 72 communes réunies par la communauté d'agglomération du Puy-en-Velay.

## Géographie

### Localisation
La commune de Solignac-sur-Loire se trouve dans le département de la Haute-Loire, en région Auvergne-Rhône-Alpes.
Elle se situe à 15 km par la route du Puy-en-Velay, préfecture du département, et à 4 km de Cussac-sur-Loire, bureau centralisateur du canton du Velay volcanique dont dépend la commune depuis 2015 pour les élections départementales.
Les communes les plus proches à vol d'oiseau sont : 
Cussac-sur-Loire (2,3 km), Le Brignon (3,7 km), Chadron (3,9 km), Coubon (4,0 km), Arsac-en-Velay (5,1 km), Saint-Christophe-sur-Dolaison (6,1 km), Vals-près-le-Puy (6,7 km), Cayres (7,9 km).
| Saint-Christophe-sur-Dolaison | Cussac-sur-Loire   |         |
|                               | Solignac-sur-Loire | Chadron |
| Cayres                        | Le Brignon         |         |

### Géologie et relief
La commune de Solignac-sur-Loire se situe majoritairement sur un haut plateau basaltique, formé par le massif du Devès dont elle marque le rebord oriental, à sa rencontre avec les gorges de la Loire. La commune culmine au suc de Miceselle, à 1 115 mètres d'altitude.
La commune comprend plusieurs autres localités et hameaux, dont Agizoux, Concis et la Beaume au sud, Mussic, Collandre et le Chier à l'est, et Montagnac, Chassilhac et Coucouron à l'ouest.

### Hydrographie
La Loire, circulant du sud vers le nord, marque la limite orientale de Solignac-sur-Loire vis-à-vis des communes de Coubon et de Chadron.
En outre, plusieurs cours d'eau d'une longueur de moins de 10 km traversent la commune, prenant leur source sur le plateau du Devès avant de rejoindre le fleuve sur sa rive gauche :
- La Beaume (ou Ourzie), d'une longueur de 9,85 km, qui prend sa source à Cayres, marque la limite méridionale du territoire communal vis-à-vis de la commune du Brignon[7].
- La Gagne[Note 2], d'une longueur de 9,81 km, prend également sa source sur la commune de Cayres, et délimite au nord la commune de Solignac-sur-Loire et de Cussac-sur-Loire, jusqu'à sa confluence avec la Loire[8].
- Le Barbou prend sa source sur la commune, et traverse le bourg de Solignac où il est en partie canalisé.
- Le ruisseau de Mussic (aussi appelé Oudy ou Audy) prend sa source sur la commune, circulant sur 2,03 km entre le bourg de Solignac et le hameau de Mussic auquel il doit son nom, avant de rejoindre la Loire[9].

### Climat
Pour des articles plus généraux, voir Climat d'Auvergne-Rhône-Alpes et Climat de la Haute-Loire.
En 2010, le climat de la commune est de type climat des marges montargnardes, selon une étude du Centre national de la recherche scientifique s'appuyant sur une série de données couvrant la période 1971-2000. En 2020, Météo-France publie une typologie des climats de la France métropolitaine dans laquelle la commune est exposée à un climat de montagne ou de marges de montagne et est dans la région climatique Sud-est du Massif Central, caractérisée par une pluviométrie annuelle de 1 000 à 1 500 mm, minimale en été, maximale en automne.
Pour la période 1971-2000, la température annuelle moyenne est de 9,1 °C, avec une amplitude thermique annuelle de 16 °C. Le cumul annuel moyen de précipitations est de 916 mm, avec 7,8 jours de précipitations en janvier et 6,7 jours en juillet. Pour la période 1991-2020, la température moyenne annuelle observée sur la station météorologique installée sur la commune est de 9,3 °C et le cumul annuel moyen de précipitations est de 759,7 mm,. Pour l'avenir, les paramètres climatiques de la commune estimés pour 2050 selon différents scénarios d'émission de gaz à effet de serre sont consultables sur un site dédié publié par Météo-France en novembre 2022.
| Mois                                  | jan.           | fév.           | mars          | avril         | mai             | juin            | jui.          | août          | sep.            | oct.          | nov.             | déc.           | année     |
| ------------------------------------- | -------------- | -------------- | ------------- | ------------- | --------------- | --------------- | ------------- | ------------- | --------------- | ------------- | ---------------- | -------------- | --------- |
| Température minimale moyenne (°C)     | −2             | −2             | 0,2           | 2,5           | 6,1             | 9,6             | 11,3          | 11,1          | 8               | 5,6           | 1,5              | −1,2           | 4,2       |
| Température moyenne (°C)              | 1,5            | 2,1            | 5,3           | 8             | 12              | 15,9            | 18,1          | 17,9          | 13,9            | 10,2          | 5,1              | 2,2            | 9,3       |
| Température maximale moyenne (°C)     | 5              | 6,3            | 10,5          | 13,6          | 17,8            | 22,1            | 24,9          | 24,7          | 19,8            | 14,8          | 8,8              | 5,7            | 14,5      |
| Record de froid (°C) date du record   | −15,5 27.01.07 | −20,4 05.02.12 | −21 01.03.05  | −8,5 08.04.03 | −4,3 15.05.1995 | −0,8 06.06.1989 | 2,4 17.07.00  | 1 30.08.1998  | −1,5 30.09.1995 | −8,5 26.10.03 | −12,8 23.11.1998 | −17,3 15.12.01 | −21 2005  |
| Record de chaleur (°C) date du record | 19 27.01.16    | 20,3 27.02.19  | 24,2 17.03.04 | 26 24.04.07   | 33 22.05.22     | 38,2 27.06.19   | 38,3 07.07.15 | 37,8 04.08.22 | 31,5 05.09.23   | 28,1 09.10.23 | 24,7 02.11.20    | 19,3 31.12.21  | 38,3 2015 |
| Précipitations (mm)                   | 45             | 32,3           | 36,7          | 64,2          | 89,6            | 79,4            | 61,2          | 74,3          | 74              | 79,1          | 78,9             | 45             | 759,7     |

## Urbanisme

### Typologie
Au 1er janvier 2024, Solignac-sur-Loire est catégorisée bourg rural, selon la nouvelle grille communale de densité à sept niveaux définie par l'Insee en 2022.
Elle est située hors unité urbaine. Par ailleurs la commune fait partie de l'aire d'attraction du Puy-en-Velay, dont elle est une commune de la couronne,. Cette aire, qui regroupe 59 communes, est catégorisée dans les aires de 50 000 à moins de 200 000 habitants,.

### Occupation des sols
L'occupation des sols de la commune, telle qu'elle ressort de la base de données européenne d’occupation biophysique des sols Corine Land Cover (CLC), est marquée par l'importance des territoires agricoles (77,1 % en 2018), une proportion sensiblement équivalente à celle de 1990 (77,5 %). La répartition détaillée en 2018 est la suivante : 
prairies (39,2 %), zones agricoles hétérogènes (22,7 %), forêts (19,8 %), terres arables (15,2 %), zones urbanisées (3,1 %). L'évolution de l’occupation des sols de la commune et de ses infrastructures peut être observée sur les différentes représentations cartographiques du territoire : la carte de Cassini (XVIIIe siècle), la carte d'état-major (1820-1866) et les cartes ou photos aériennes de l'IGN pour la période actuelle (1950 à aujourd'hui).

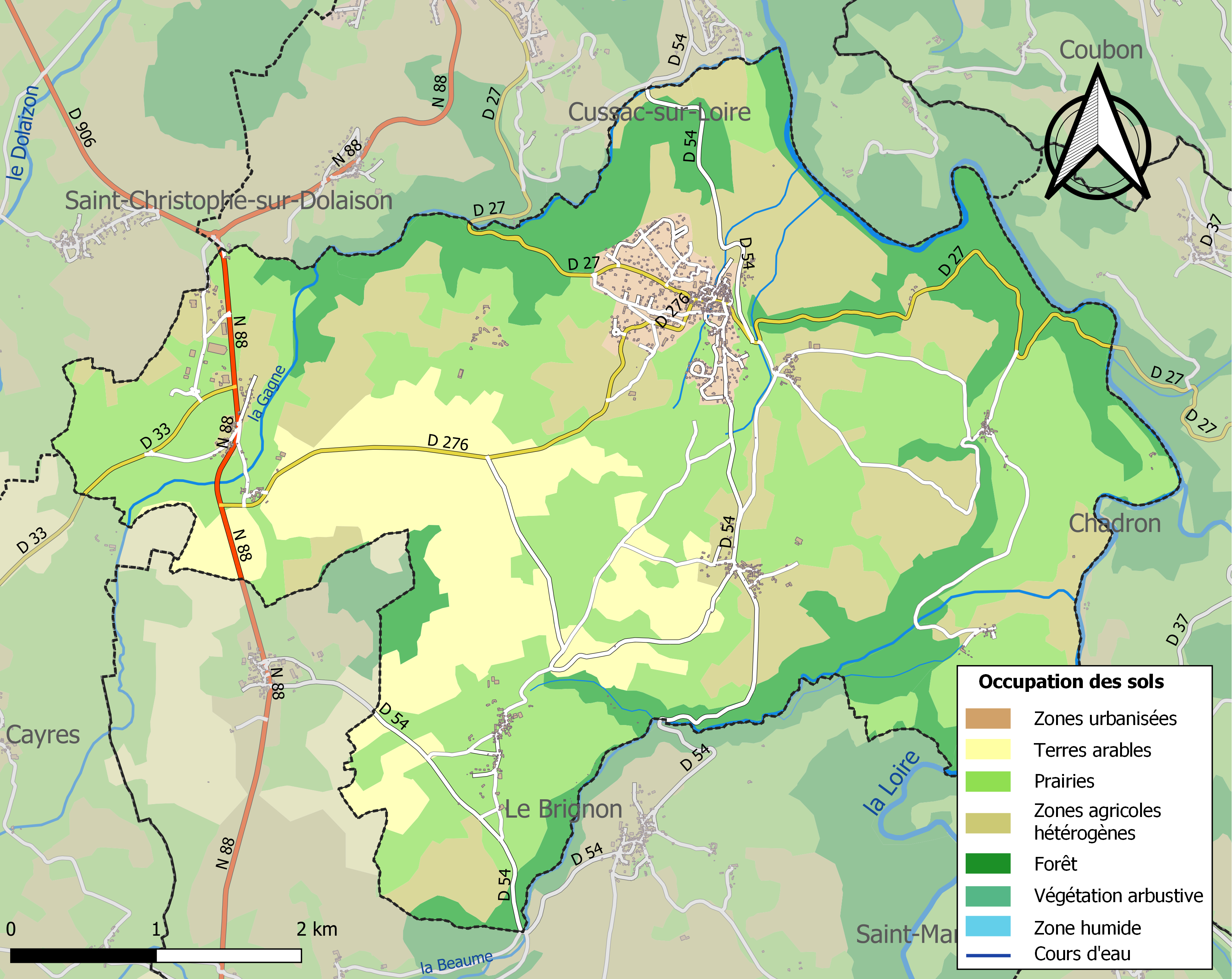
Carte des infrastructures et de l'occupation des sols de la commune en 2018 (CLC).

### Voies de communication et transports

#### Voies routières
La commune est traversée dans sa partie occidentale par la route nationale 88 reliant Lyon à Toulouse.

#### Voies vertes
La Voie Verte du Velay traverse la commune et le village de Solignac-sur-Loire, et permet de rejoindre à pied ou à vélo Brives-Charensac au nord et Costaros au sud. Cette voie verte a été aménagée par la communauté d'agglomération du Puy-en-Velay sur le tracé de l'ancienne ligne de chemin de fer du Puy-en-Velay à Langogne.

### Habitat et logement
En 2018, le nombre total de logements dans la commune était de 644, alors qu'il était de 627 en 2013 et de 591 en 2008.
Parmi ces logements, 80,7 % étaient des résidences principales, 6,5 % des résidences secondaires et 12,7 % des logements vacants. Ces logements étaient pour 88,7 % d'entre eux des maisons individuelles et pour 11,3 % des appartements.
Le tableau ci-dessous présente la typologie des logements à Solignac-sur-Loire en 2018 en comparaison avec celle de la Haute-Loire et de la France entière. Une caractéristique marquante du parc de logements est ainsi une proportion de résidences secondaires et logements occasionnels (6,5 %) inférieure à celle du département (16,1 %) mais supérieure à celle de la France entière (9,7 %). Concernant le statut d'occupation de ces logements, 80,6 % des habitants de la commune sont propriétaires de leur logement (78,3 % en 2013), contre 70 % pour la Haute-Loire et 57,5 pour la France entière.
| Typologie                                               | Solignac-sur-Loire | Haute-Loire | France entière |
| ------------------------------------------------------- | ------------------ | ----------- | -------------- |
| Résidences principales (en %)                           | 80,7               | 71,5        | 82,1           |
| Résidences secondaires et logements occasionnels (en %) | 6,5                | 16,1        | 9,7            |
| Logements vacants (en %)                                | 12,7               | 12,4        | 8,2            |

## Toponymie
Anciennes mentions : Vicaria de Solemniaco, in pago Vellaico (996), Ecclesia S. Vincentii de Solemniaco (1080), Sollempniacum (1150), Solamnac (vers 1160), Sollamniac (1173), Sollonac (1174), Solempnac (vers 1179), Lo prior de Solamniac (vers 1217), Solannac (1227), Soligniacum, Solempniac (1256), Solempnyacum (1278), Soleignac (1299), Soulognac (1318), Sollompnhac (1331), Sollompnac (1363), Sollompniacum (1390), Villa de Solemnhaco (1450), Solinhac (1506), Sollempnhacum (1514), Sollinac (1551), Solignhac (1561), Solleignac (1574), Solignac (1589), Soliniach (1594), Sollenhac (1602), Solenihac (1632).
Le toponymiste Ernest Nègre soutient que le toponyme Solignac dériverait du nom propre romain Solemnius auquel s'ajoute le suffixe -acum.

## Histoire

### Préhistoire
L'abri Laborde, aussi appelé gisement de Baume-Vallée, se trouve à 870 mètres d'altitude sur la rive gauche (côté nord) de l'Ourzie (petit affluent de rive gauche — côté ouest — de la Loire), 400 m en aval de la cascade de la Baume,.
Découvert pendant l'hiver 1963-1964, le site a été fouillé de 1966 à 1973 par Alphonse Laborde aidé de Alain Quinqueton, puis de 1974 à 1996 par Jean-Paul Raynal, et Jean-Pierre Daugas.
Il a livré du mobilier moustérien (Paléolithique moyen récent) en abondance, façonné sur des matières premières variées ; si bien que l'abri Laborde est considéré de nos jours comme un site privilégié pour l'étude des industries moustériennes du Massif central,. Les couches 20 et 21 incluent majoritairement des nucléus et des percuteurs ; parmi les nucléus, ceux en silex sont généralement plus petits que ceux en quartz. Le mobilier inclut aussi des outils sur galet : choppers et chopping-tools, souvent en basalte.
Il a aussi livré de l'industrie du Paléolithique supérieur, dont un grattoir et des denticulés.

### Antiquité
Au nord du village se trouve un mur d'une centaine de mètres de long pour plusieurs mètres de large barrant un promontoire rocheux, au lieu-dit du Barry. Il a été daté de l'âge de la Tène. Il témoigne de la présence d'un village à cet endroit.

### Moyen-Âge
Près du hameau du Chier se trouve une petite nécropole mérovingienne, nommée nécropole du Ton, contenant des sarcophages en pierre dans une enceinte.

## Politique et administration

### Découpage territorial
La commune de Solignac-sur-Loire est membre de la communauté d'agglomération du Puy-en-Velay, un établissement public de coopération intercommunale (EPCI) à fiscalité propre créé le 26 décembre 2016 dont le siège est à Le Puy-en-Velay. Ce dernier est par ailleurs membre d'autres groupements intercommunaux.
Sur le plan administratif, elle est rattachée à l'arrondissement du Puy-en-Velay, au département de la Haute-Loire, en tant que circonscription administrative de l'État, et à la région Auvergne-Rhône-Alpes.
Sur le plan électoral, elle dépend du canton du Velay volcanique pour l'élection des conseillers départementaux, depuis le redécoupage cantonal de 2014 entré en vigueur en 2015, et de la deuxième circonscription de la Haute-Loire   pour les élections législatives, depuis le redécoupage électoral de 1986.

### Liste des maires
| Période                                  | Période                         | Identité           | Étiquette      | Qualité |
| ---------------------------------------- | ------------------------------- | ------------------ | -------------- | ------- |
| Les données manquantes sont à compléter. |                                 |                    |                |         |
| mai 1953                                 | mars 1971                       | Pierre Pagès       | Droite         |         |
| mars 1971                                | mars 1989                       | Jean Jacques Gagne | Droite         |         |
| mars 1989                                | 1998                            | Didier Bourdelin   | Gauche         |         |
| 1998                                     | mars 2008                       | André Pitiot       | Gauche         |         |
| mars 2008                                | mai 2020                        | Bernard Bonnal     | Sans étiquette |         |
| mai 2020                                 | En cours (au 29 septembre 2020) | Olivier Teyssier   |                |         |

## Population et société

### Démographie

#### Évolution démographique
L'évolution du nombre d'habitants est connue à travers les recensements de la population effectués dans la commune depuis 1793. Pour les communes de moins de 10 000 habitants, une enquête de recensement portant sur toute la population est réalisée tous les cinq ans, les populations de référence des années intermédiaires étant quant à elles estimées par interpolation ou extrapolation. Pour la commune, le premier recensement exhaustif entrant dans le cadre du nouveau dispositif a été réalisé en 2008.

En 2022, la commune comptait 1 286 habitants, en évolution de +1,74 % par rapport à 2016 (Haute-Loire : +0,36 %, France hors Mayotte : +2,11 %).
| 1793 | 1800 | 1806  | 1821 | 1831  | 1836  | 1841  | 1846  | 1851  |
| ---- | ---- | ----- | ---- | ----- | ----- | ----- | ----- | ----- |
| 811  | 880  | 1 036 | 879  | 1 046 | 1 135 | 1 053 | 1 094 | 1 158 |

| 1856  | 1861  | 1866  | 1872  | 1876  | 1881  | 1886  | 1891  | 1896  |
| ----- | ----- | ----- | ----- | ----- | ----- | ----- | ----- | ----- |
| 1 128 | 1 168 | 1 087 | 1 185 | 1 260 | 1 330 | 1 376 | 1 293 | 1 355 |

| 1901  | 1906  | 1911  | 1921  | 1926  | 1931 | 1936 | 1946 | 1954 |
| ----- | ----- | ----- | ----- | ----- | ---- | ---- | ---- | ---- |
| 1 329 | 1 618 | 1 305 | 1 133 | 1 055 | 966  | 947  | 850  | 846  |

| 1962 | 1968 | 1975 | 1982 | 1990  | 1999  | 2006  | 2008  | 2013  |
| ---- | ---- | ---- | ---- | ----- | ----- | ----- | ----- | ----- |
| 804  | 793  | 801  | 937  | 1 029 | 1 058 | 1 159 | 1 188 | 1 239 |

| 2018  | 2022  | - | - | - | - | - | - | - |
| ----- | ----- | - | - | - | - | - | - | - |
| 1 275 | 1 286 | - | - | - | - | - | - | - |

#### Pyramide des âges
La population de la commune est relativement jeune.
En 2018, le taux de personnes d'un âge inférieur à 30 ans s'élève à 33 %, soit au-dessus de la moyenne départementale (31 %). À l'inverse, le taux de personnes d'âge supérieur à 60 ans est de 29,4 % la même année, alors qu'il est de 31,1 % au niveau départemental.
En 2018, la commune comptait 619 hommes pour 656 femmes, soit un taux de 51,45 % de femmes, légèrement supérieur au taux départemental (50,87 %).
Les pyramides des âges de la commune et du département s'établissent comme suit.
| Hommes | Classe d’âge | Femmes |
| ------ | ------------ | ------ |
| 0,6    | 90 ou +      | 4,6    |
| 6,1    | 75-89 ans    | 11,1   |
| 18,3   | 60-74 ans    | 17,7   |
| 21,0   | 45-59 ans    | 17,5   |
| 19,2   | 30-44 ans    | 17,7   |
| 15,2   | 15-29 ans    | 12,2   |
| 19,5   | 0-14 ans     | 19,2   |

| Hommes | Classe d’âge | Femmes |
| ------ | ------------ | ------ |
| 0,9    | 90 ou +      | 2,5    |
| 8,4    | 75-89 ans    | 11,7   |
| 20,4   | 60-74 ans    | 20,5   |
| 21,3   | 45-59 ans    | 20,3   |
| 16,8   | 30-44 ans    | 16,3   |
| 15,2   | 15-29 ans    | 13,2   |
| 17     | 0-14 ans     | 15,6   |

## Économie

### Revenus
En 2018, la commune compte 516 ménages fiscaux, regroupant 1 228 personnes. La médiane du revenu disponible par unité de consommation est de 20 530 € (20 800 € dans le département).

### Emploi
| Division       | 2008  | 2013  | 2018  |
| -------------- | ----- | ----- | ----- |
| Commune        | 3,7 % | 5,7 % | 5,4 % |
| Département    | 6,3 % | 7,7 % | 7,7 % |
| France entière | 8,3 % | 10 %  | 10 %  |

En 2018, la population âgée de 15 à 64 ans s'élève à 740 personnes, parmi lesquelles on compte 76,6 % d'actifs (71,2 % ayant un emploi et 5,4 % de chômeurs) et 23,4 % d'inactifs,. Depuis 2008, le taux de chômage communal (au sens du recensement) des 15-64 ans est inférieur à celui de la France et du département.
La commune fait partie de la couronne de l'aire d'attraction du Puy-en-Velay, du fait qu'au moins 15 % des actifs travaillent dans le pôle,. Elle compte 401 emplois en 2018, contre 357 en 2013 et 337 en 2008. Le nombre d'actifs ayant un emploi résidant dans la commune est de 531, soit un indicateur de concentration d'emploi de 75,4 % et un taux d'activité parmi les 15 ans ou plus de 55,5 %.
Sur ces 531 actifs de 15 ans ou plus ayant un emploi, 117 travaillent dans la commune, soit 22 % des habitants. Pour se rendre au travail, 91,1 % des habitants utilisent un véhicule personnel ou de fonction à quatre roues, 0,6 % les transports en commun, 3,2 % s'y rendent en deux-roues, à vélo ou à pied et 5,1 % n'ont pas besoin de transport (travail au domicile).

### Agriculture
La commune de Solignac-sur-Loire fait intégralement partie de la zone d'AOP de la lentille verte du Puy.

## Culture locale et patrimoine

### Lieux et monuments
- Église Saint-Vincent

L'église romane Saint-Vincent, sise près du cimetière, auquel l'ancien château fort a dû céder la place, est composée d'un unique vaisseau de cinq travées, voûté en berceau brisé, et d'un chœur carré. Ce dernier, produit d'une transformation postérieure, date de la fin du XVe siècle, mais fut restauré au XIXe siècle ; il est recouvert d'une voûte d'arêtes et se termine par un mur plat percé d'une fenêtre ogivale. Les arcs-doubleaux du vaisseau retombent sur des colonnes semi-engagées aux chapiteaux sculptés ; des arcs de décharge, percés de baies en plein-cintre, et de vigoureux contreforts assurent le contrebutement. Le flanc sud de l'édifice comporte des enfeus et des bas-reliefs qui ont justifié son inscription partielle au titre des monuments historiques par arrêté du 7 janvier 1926.
. Le reste de l'extérieur résulte d'une campagne de restauration et de remaniements menés dans la première moitié du XIXe siècle, en particulier la façade occidentale et le clocher-mur, reconstruit en 1834, après avoir été vandalisé pendant la Révolution.
|  |  |  |

- Château de la Beaume
- Plus de vingt-cinq cabanes en pierres sèches, chibottes ou bories.
- Croix de Coucouron, inscrite monument historique en 1930.
- Croix vers l'église, inscrite monument historique en 1930.

### Sites et paysages remarquables

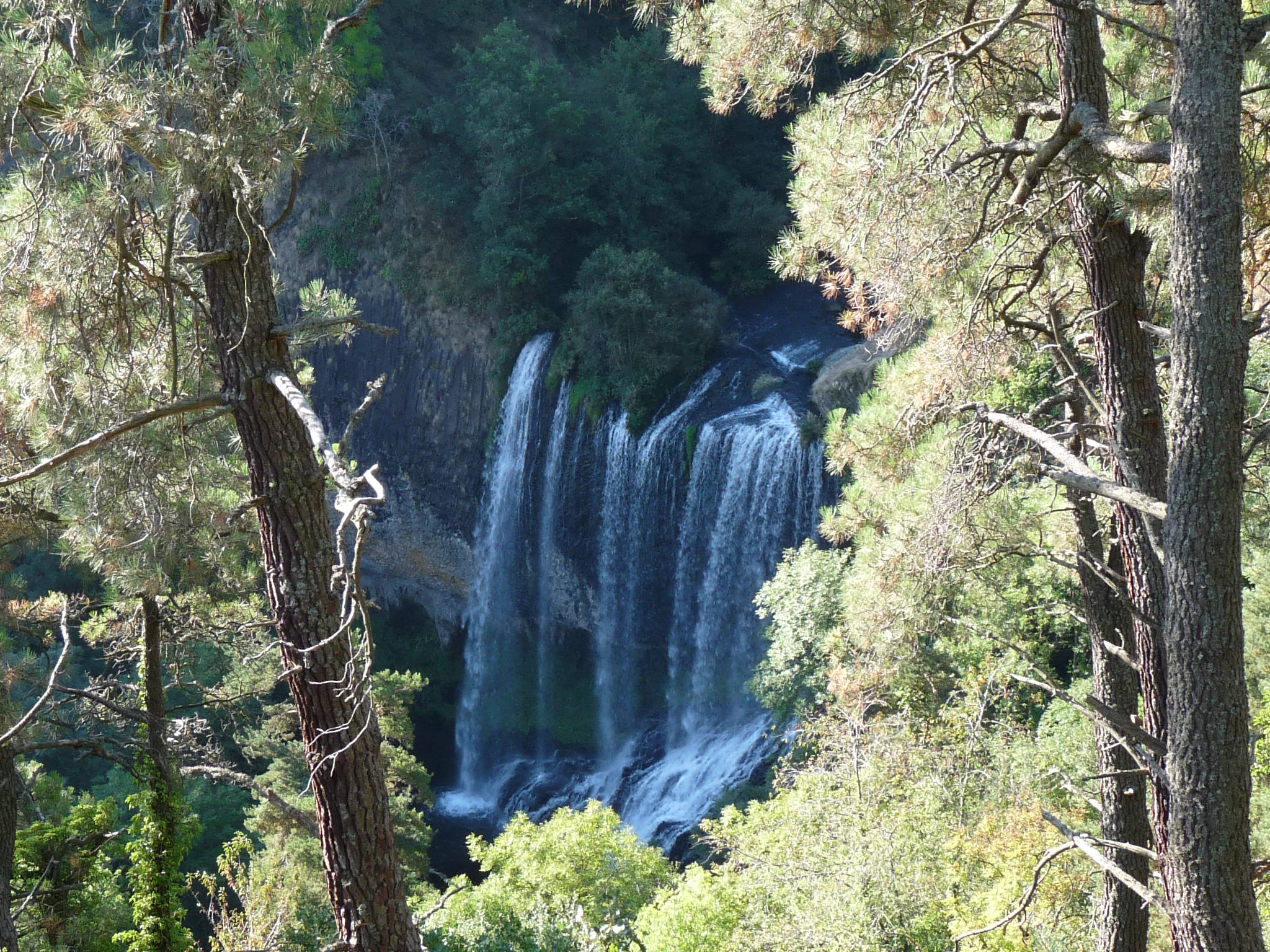
Cascade de la Beaume.

- La cascade de la Beaume est une chute d'eau remarquable située sur la commune, près du village d'Agizoux, à 900 mètres d'altitude. Un sentier aménagé au départ de la route départementale 54, entre Solignac-sur-Loire et Le Brignon, permet d'y accéder[42]. Non loin de cette cascade, un abri sous roche (appelé Abri Laborde ou abri de Baume Vallée) a été découvert puis étudié depuis les années soixante, témoignant d'une occupation préhistorique au cours du Paléolithique (voir section Préhistoire)[43]. Ce site archéologique bénéficie depuis 1989 d'une inscription au titre des monuments historiques[44].
- Gorges de la Haute Vallée de la Loire.

### Héraldique
Description : D'argent au chef de gueules.